# Anna Sarlin
Anna Lovisa Sarlin, född 4 november 1862 Tuusniemi, död 8 januari 1933 i Helsingfors, var en finsk sångpedagog. 
Hon var medlem i Finlands första damkvartett, som åren 1891–1893 gav välbesökta konserter i Helsingfors. I kvartetten ingick förutom hon själv, Karin Hynén, Ellen Hirvinen och Sofie Bonnevie. Efter debutkonserten på våren 1891 skrev en tidningsrecensent: "Om Finska Damkvartetten kan man med fullt skäl säga att den kom, sjöng och segrade. Men när varje stämma har en sådan representant, så är en framgång som denne icke annat än helt naturlig. Skön och välskolad är varje röst." Efter debuten gjorde kvartetten en längre turné, bland annat till Vasa, Viborg och Fredrikshamn. 1892 konserterade kvartetten i Tallinn och Tartu och möttes även där av goda recensioner. En tid efter upplösningen på sommaren 1893 försökte Bonnevie sammanföra kvartetten igen för att ge en ny konsert i Tartu, men eftersom en av sopranerna inte ville medverka, beslöt Bonnevie att lägga ner projektet.